# Louna
Louna (укр. Лу́на, рос. Лу́на) — російська рок-група з жіночим вокалом. Деякі журналісти називають групу «сайд-проєктом» учасників російського рок-гурту «Tracktor Bowling», хоча самі музиканти у своїх інтерв'ю спростовують цей, помилковий, на їхню думку, епітет, наполягаючи на тому, що Louna — «це самостійна група». Назва утворена від творчого псевдоніму вокалістки Лусіне Геворкян «Лу».
Починаючи з 2010 року, з виходом дебютного альбому «Сделай громче!» (укр. «Зроби гучніше!»), пісні колективу стали широко популярними. Вони очолили відомі «тематичні» хіт-паради. Тексти пісень групи мають яскраво виражений гостро соціальний контекст.

## Історія

### Початок творчого шляху
Колектив створено у вересні 2008 року учасниками московської альтернативної групи «Tracktor Bowling» Лусіне Геворкян і Віталієм Демиденко. До них також приєдналися гітаристи Рубен Казарьян, Сергій «Серж» Понкратьєв та барабанщик Леонід «Пілот» Кінзбурзський.
Ми хочемо, щоб наша музика не тільки заряджала слухача енергетикою, але й примушувала думати.— Музиканти Louna про свою творчість
Ставка у творчості новоствореного колективу була зроблена на потужну звукову складову в поєднанні з інтелектуальним змістом текстів.
Перший виступ, який вважається датою офіційного дня народження гурту Louna, відбувся 23 травня 2009 року в московському клубі Точка. У 2009 році молодий і відносно маловідомий колектив став володарем музичної премії RAMP в номінації «Відкриття Року». Надалі Louna отримала широку популярність в музичному середовищі і виступала як хедлайнер на різних рок-фестивалях, таких як «Extreme Girlzz Fest» (2009), «Metal Summer Fest» (2010), «Соседний мир», «Нашествие», «Kubana» та ін.
Влітку 2010 року група записує дебютний альбом «Сделай громче», реліз якого відбувся восени того ж року. Ця подія стала переламною в історії команди; нестандартний музичний матеріал і яскраво виражена жорстка соціальна позиція в піснях спровокували інтерес публіки і з боку ЗМІ. У записі альбому взяли участь лідер російської панк-групи «Тараканы!» Дмитро Спірін та клавішник групи американського рок-співака Сержа Танкян («System of a Down») Ервін Хачикян.

### 2011 рік
У лютому 2011 року група презентувала спільний з Рустемом Булатовим (вокалістом групи «Lumen») сингл «Кому віриш ти?».
Влітку 2011 року на запрошення оргкомітету фестивалю Louna виступають на Головній сцені ювілейного Нашестя-2011, поряд із зірками російського року: Гліб Самойлоff & The Matrixx, Аліса, ДДТ, Сплін, Кипелов, Пілот, Ляпіс Трубецькой, Чайф, Король і Шут, Бі-2, Браво та ін.
У середині січня 2011 композиція «Бійцівський клуб» з дебютного альбому групи була включена в ротацію радіостанції «Наше Радіо», і вже через тиждень увійшла до рок-чарт «Чартова дюжина». Пісня піднялася до 2-го місця і протрималася в чарті в цілому 16 тижнів. Надалі, влітку 2011 року пісня «Зроби голосніше!» Всього за місяць досягла самої вершини цього ж хіт-параду, протримавшись на цій позиції протягом двох тижнів.
У грудні 2011 року експертною радою щорічної премії «Чартова Дюжина. Топ-13» колектив був висунутий у фінальний тур в трьох номінаціях — «Прорив», «Пісня року» і «Найкраща солістка», а також був запрошений виступити на церемонії вручення, яка відбулася 7 березня 2012 року в «Crocus City Hall». Група стала лауреатом премії в номінації «Пісня року» за композицію «Бійцівський клуб».

### 2012 рік
У лютому 2012 року відбувся випуск другого альбому «Час Х». На диск увійшли ряд треків протестної тематики, а також кілька потужних ліричних композицій. У березні того ж року в Москві і Санкт-Петербурзі були зіграні сольні концерти, присвячені релізу альбому. У новий альбом, змікшованого Максимом Самосват, увійшли чотирнадцятеро нових пісень. У записі також взяли участь лідер гурту «Ляпис Трубецкой» Сергій Міхалок і лідер культової панк-групи «НАИВ» Олександр «Чача» Іванов.
12 червня 2012 група виступила на опозиційному «Марші мільйонів».
У серпні 2012 року композиція «Мама» 3 тижні поспіль займала вершину хіт-параду «Чартова дюжина», в загальній складності пробувши в ньому 13 тижнів.
Паралельно основний студійній діяльності в планах групи — запис англомовного альбому. За словами музикантів, у колективу є конкретні плани щодо подальших виступів на найбільших рок-фестивалях, в тому числі і світового масштабу.
16 листопада в ефірі Нашого радіо стартувала пісня «Люди дивляться вгору». Також на цю пісню був знятий кліп, прем'єра якого відбулася в той же день. Кліп знято Святославом Подгаєвським, раніше зняв для групи кліпи на пісні «Зроби голосніше» і «Мама». Пісня провела в чарті всього 5 тижнів і стала першою піснею, що не потрапила навіть на третє місце.

### 2013 рік
25 січня 2013 стало відомо, що дебютний англомовний альбом «Louna» називатиметься «Behind a Mask» і буде виданий лейблом «Red Decade Records». 22 березня пісня «Mama» вперше прозвучала в ефірі чиказького радіо «95FM WIIL». Після в ефір радіо подзвонили 138 американців, з них приблизно 75 % заявили, що пісня їм сподобалася, а один навіть сплутав Лусіне Геворкян з вокалісткою «In This Moment». 26 Березня вийшов сингл «Business» («Бізнес»), а потім і високобюджетний кліп «Business» був представлений західним глядачам.
У лютому запрацював англомовний сайт групи, на якому з'явився трек-лист майбутнього англомовного альбому.
24 лютого 2013 на основі народного голосування Лусіне Геворкян була визнана найкращою рок-вокалісткою країни, обійшовши Хелавіси, Земфіру, Діану Арбеніну та Ольгу Кормухіна і отримала Премію «Найкраща солістка» з рук актора Микити Висоцького.
У березні вийшов у світ подвійний концертний альбом і дводисковий концертний DVD, які були випущені в єдиному великому виданні під назвою «Прокинься і співай!» (За назвою однойменного треку з альбому «Час X», яким Louna зазвичай відкривають свої сольні концертні виступи). Концертна відеозйомка та аудіозапис були здійснені на великому сольному концерті, який відбувся 26 жовтня 2012 року в московському клубі MILK Moscow. На початку березня відбувся вихід live-відеокліпу на пісню «Прокинься і співай!». Презентація DVD і live-альбому відбулася в клубі Arena (Москва) і «Космонавт» (Санкт-Петербург) з аншлагом. Також LOUNA з'їздила в масштабний весняний тур на підтримку релізу. У багатьох містах Росії на виступи групи були продані всі квитки.
30 квітня 2013 вийшов англомовний альбом «Behind a Mask», куди увійшли 10 пісень з альбомів «Зроби голосніше!» І «Час X». Тексти цих пісень були адаптовані на англійську мову американським поетом і другом групи Тревісом Ликом, який згодом став тур-менеджером Louna в турне по США. Як бонус був представлений мікс англомовної версії пісні «Штурмуючи небеса». Альбом отримав позитивні рецензії в різних музичних онлайн-виданнях США.
Влітку 2013 року LOUNA приступила до запису нового альбому, не перериваючи концертної діяльності. У фестивальному сезоні група як хедлайнер виступила на рекордному для себе кількості опен-ейрів — понад 20.
19 вересня 2013 група оголосила назву свого нового альбому, який вийшов 1 грудня 2013. Платівка називається «Ми — це Louna» і в нього входить 12 треків і один бонус-трек, кавер-версія пісні групи «Гражданская Оборона» — «Моя оборона». Альбом був записаний за допомогою краудфандінга на гроші слухачів, а сам збір коштів, відкритий на порталі «Планета. Ру», був визнаний одним з найуспішніших за всю історію музичного краудфандінга в Росії.
Не припинялася і підготовка до виходу нового альбому. 25 листопада на Нашому радіо прозвучали 6 пісень з нової платівки, а 29 листопада відбулася прем'єра пісні «Дій!» В «Чартова дюжині», де вона пробула 4 місяці. 21 лютого 2014 композиція дійшла до 1-го місця чарту, на якому протрималася 2 тижні поспіль. Реліз альбому «Ми — це LOUNA» відбулася 1 грудня 2013 року.
Презентація платівки пройшла 14 грудня о клубі ARENA (Москва) і 19 грудня в клубі «Космонавт» (Санкт-Петербург). На концерті в Москві був переаншлаг (близько 4000 вхідних квитків), а на концерт у Санкт-Петербурзі були продані всі квитки.

### 2014 рік
На весну 2014 був запланований тур на підтримку нового альбому «Ми — це LOUNA». Квитки на концерти в деяких містах були розпродані задовго до дати виступу LOUNA, але у зв'язку зі здоров'ям вокалістки гурту частина туру була перенесена на весну наступного року.
Тим не менш, група почала готуватися до свого першого ювілею — до п'ятиріччя. Одночасно з цим йшла робота над кліпом на пісню «З тобою», зйомки якого пройшли в Санкт-Петербурзі (вийшов 30 червня 2014).
У травні 2014 група зіграла два аншлагових ювілейних концерти поспіль в столичному ГлавClub і один концерт — в санкт-петербурзькому «Космонавті». Разом з LOUNA на 5-річчі виступили їхні друзі, серед яких Рустем Булатов (Lumen), Ілля Чортик (ПилОт), музиканти гуртів «Таргани!», «Бригадний Підряд», «Елізіум», «Фантастика», «Stigmata», " КняZz ", " FTB ", " Дайте 2 «та ін. Ще одним сюрпризом для слухачів став вихід документального фільму» Ми — це LOUNA ", до якого увійшли кадри з життя групи, зняті в студії, в гастрольних поїздках і за сценою.
20 червня пісня «С тобой» увійшла в ротацію «Нашого Радіо» і потрапила в хіт-парад «Чартова Дюжина», де пробула 3 місяці, дійшовши до 2-го місця.

### 2015 рік
30 січня в Чартовій дюжині відбулася прем'єра пісні «Дорога бійця». Вже наступного тижня пісня потрапила відразу на 6 місце хіт-параду, а через місяць очолила його.
7 лютого 2015 LOUNA повернулася до концертної діяльності і дала великий сольний концерт у московському клубі Ray Just ARENA. Концерт відвідало 4500 осіб, і за два дні до нього всі квитки були продані. Такого ажіотажу не очікували ні організатори, ні музиканти, і абсолютний sold out став початком нової сторінки у творчій історії колективу. Посилився інтерес до групи і з боку ЗМІ: LOUNA стали ще активніше запрошувати в радіоефіри як у Москві (НАШЕ Радіо, Своє Радіо, Ехо Москви, Радіо Радіо та ін.), Так і в регіонах.
C січня по травень 2015 LOUNA відвідала з концертами 40 російських міст — Від Мурманська до Іркутська — охопивши практично всі регіони Росії. Цей тур, який отримав назву «Ще голосніше!» став наймасштабнішим в історії групи не тільки за кількістю концертів та кілометрів шляху, а й за загальною кількістю прийшли на ці виступи людей: шоу LOUNA побачили в цілому близько 20000 чоловік. Аншлаги і солд-аути мали місце бути практично у всіх містах туру групи. На одностайну думку регіональних та столичних промоутерів, група LOUNA на даний момент є однією з найбільш затребуваних і збираних рок-груп країни.
30 травня 2015 відбувся вихід збірки «The Best of». Туди увійшли найкращі, на думку самих музикантів і слухачів, пісні. Бонусами стали треки «Свобода» і «Шлях до себе», останній в акустичній аранжуванні. Трек «У мені» увійшов до альбому у варіанті з Дмитром Рішко.
Відігравши на кількох літніх фестивалях, LOUNA у вересні 2015 року оголосила про невелику концертну перерву.

### 2016— теперішній час

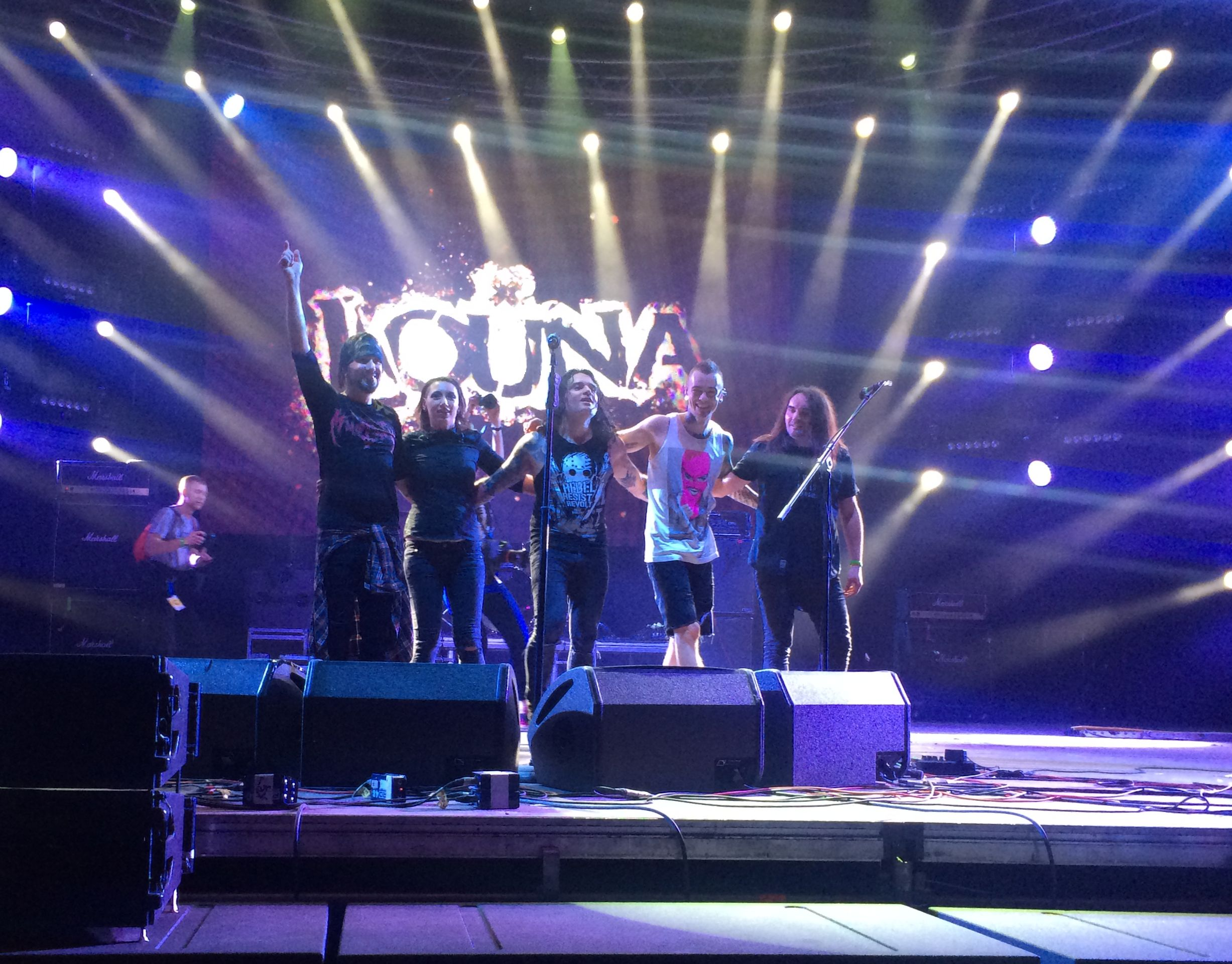
Гурт на Atlas Weekend 2017.

В кінці січня група оголосила про вихід максі-синглу з трьома новими піснями, що отримав назву «18+». Реліз планувався на 22 лютого в Яндекс. Музиці, але після був перенесений на 19 лютого. Наживо презентація нових пісень відбулася 16 квітня 2016 року в клубі «RAY JUST ARENA». Влітку і восени музиканти працювали над матеріалом для нового альбому, який вийшов 9 грудня 2016 року і отримав назву «Дивный новый мир». В цей реліз увійшли треки з максі-синглі «18+». На пісню «Обычный человек» був знятий кліп, який вийшов 7 грудня на сайті Нашого радіо. З середини листопада альбом став доступний в iTunes, а трохи пізніше і в Google Play.
Навесні 2017 LOUNA вирушили в тур на підтримку останнього альбому. На презентації альбому в Москві 25 березня в «Stadium Live» пройшли зйомки матеріалу для кліпів на пісні «Громче и злей!» І «Родина». Кліпи вийшли 19 квітня і 23 травня відповідно. Влітку група виступала на фестивалях, включаючи український Atlas Weekend 2017, і одночасно готувала матеріал для нового студійного альбому. В інтерв'ю інтернет-видання Лусіне зазначила, що новий матеріал буде «шаленим» і буде відрізнятися від попередніх робіт групи як музично, так і лірично.
1 вересня LOUNA запустили черговий краудфандінговий проект для запису і випуску нового альбому. Крім того, восени пройде друга частина туру в підтримку альбому «Дивный новый мир». В рамках цього туру гурт відвідав Київ і Харків на початку зими.

## Дискографія
| №   | Рік  | Назва релізу                | Тип релізу / Коментар  |
| --- | ---- | --------------------------- | ---------------------- |
| 1.  | 2009 | Чёрный                      | сингл                  |
| 2.  | 2009 | Белый                       | сингл                  |
| 3.  | 2010 | Солнце                      | сингл                  |
| 4.  | 2010 | Сделай громче!              | альбом                 |
| 5.  | 2011 | Кому веришь ты? (feat. Тэм) | сингл                  |
| 6.  | 2012 | Время X                     | альбом                 |
| 7.  | 2012 | Mama                        | сингл                  |
| 8.  | 2013 | Mama (Re-released)          | сингл                  |
| 9.  | 2013 | Проснись и пой!             | концертний альбом, DVD |
| 10. | 2013 | Business                    | сингл                  |
| 11. | 2013 | Behind a Mask               | англомовний альбом     |
| 12. | 2013 | Мы — это Louna              | альбом                 |
| 13. | 2013 | Business                    | сингл                  |
| 14. | 2016 | 18+                         | сингл                  |
| 15. | 2016 | Дивный новый мир            | альбом                 |
| 16. | 2016 | Полюса                      | альбом                 |

## Склад

### Музиканти
- Лусіне «Лу» Геворкян — вокал, клавішні
- Віталій «Віт» Деміденко — бас-гітара, бек-вокал
- Рубен «Ру» Казарьян — гітара, бек-вокал
- Сергій «Серж» Понкратьєв — гітара, бек-вокал
- Леонід «Пілот» Кінзбурзський — барабани

### Адміністративний персонал
- Антон Дьяченко — директор
- Юлія Шершакова — прес-аташе
- Андрій «Доктор Бока» Мєліков — тур-менеджер

### Технічний персонал
- Алексій «Живодер» Бондаренко — звукорежисер
- Сергій «Червоний» Алексіїв — роуді (технік)